# Giustizierato d'Abruzze
Pour les articles homonymes, voir Abruzzo.
1233–1273
Entités précédentes :
- duché de Spolète - Duché de Bénévent.

Entités suivantes :
- Abruzze ultérieure - Abruzze citérieure

L’Abruzze ultérieure, en italien Giustizierato d'Abruzzo (en latin : Justitiaratus Aprutii apud Sulmonam), est une ancienne subdivision du royaume de Naples créée en 1233 par Frédéric II. Elle avait pour chef-lieu Sulmona.
Lors de l'époque lombarde, ce territoire était partagé en deux duchés, celui de Spolète et celui de Duché de Bénévent. Il était partagé en sept gastalds. Ce n'est qu'en 1233 que le territoire est pour la première fois désigné sous le nom d' « Giustizierato d'Abruzze». Le 5 octobre 1273 le roi Charles Ier de Sicile, par le diplôme de Alife, considerant le territoire trop étendu pour être gouverné le partage en deux provinces : l’Aprutium ultra flumen Piscariae (« Abruzze au-delà de la Pescara ») et l’Aprutium citra flumen Piscariae .(« Abruzze en deçà de la Pescara » soit Abruzze ultérieure (au nord) et Abruzze citérieure au sud), le confins entre les deux entités étant délimité par le fleuve Aterno-Pescara.